# Charly Gotlib

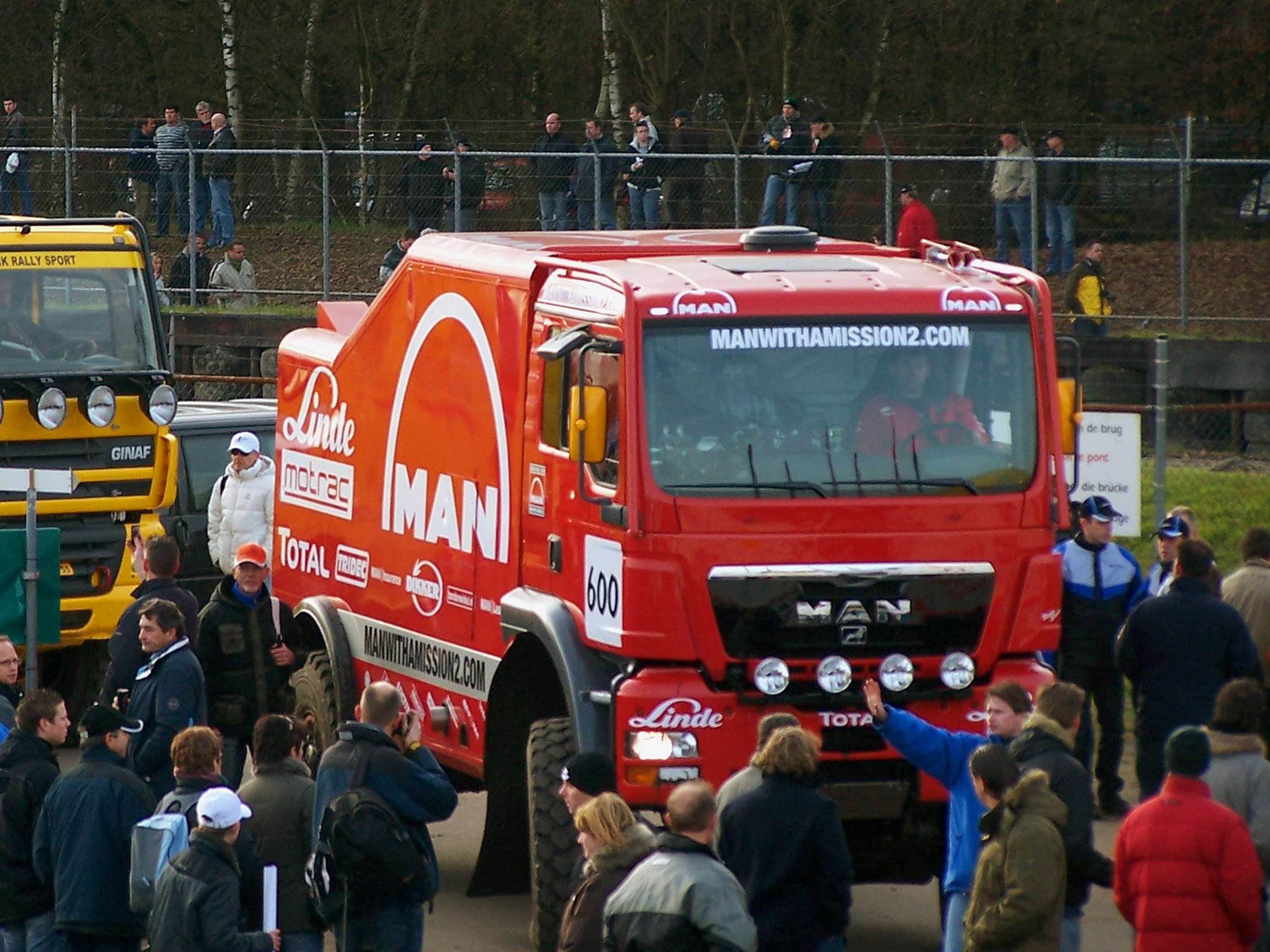
MAN TGS 4x4 Special T4 van 2008.

Charly Gotlib is een Belgische deelnemer aan de Dakar-rally. Gotlib is afkomstig uit Antwerpen waar hij een bedrijf van invoer en uitvoer van textiel heeft samen met zijn broers. In 1999 manifesteerde hij zich als onderhandelaar toen rebellen een aantal wagens uit de karavaan, onder andere die van Koen Wauters, gijzelden.
Hij nam 26 maal deel aan de Dakar-rally, onder meer op de motor in 1987, maar behaalde zijn beste resultaten als navigator. In de editie van 2007 werd hij eindwinnaar bij de vrachtwagens als navigator van de Nederlander Hans Stacey. Ook heeft de copiloot in 2008 samen met Hans Stacey en Bernard der Kinderen de Transoriëntale Rally 2008 op zijn naam geschreven, die liep van Sint-Petersburg naar Peking. In de editie van 2009 viel hij uit, door problemen met de ophanglager. In 2010 staat hij opnieuw aan de start van de Dakar-rally. Dit keer niet met Hans Stacey, Bernard der Kinderen en MAN, die vanwege de economische crisis zich terug trok uit de Dakar Rally. In 2010 komt Gotlib met het team van Frits van Eerd aan de start, Jumbo Rally Team. Niet Frits van Eerd is de bestuurder van de Ginaf truck, maar de succesvolle coureur Jan Lammers. Zij vielen uit in etappe 7.
In mei 2010 nam hij deel aan de Oilybia Rally in Tunesië als navigator op een MAN-vrachtwagen, samen met Elisabete Jacinto (piloot) en Marco Cochinho (technicus). Zij werden eindwinnaar in hun categorie vrachtwagen en eindigden op de achtste plaats in het algemeen klassement.
Van 17 tot 23 oktober 2010 nam hij deel aan de Oilybia Rally in Marokko als navigator op dezelfde MAN-vrachtwagen en opnieuw met Elisabete Jacinto (piloot) en Marco Cochinho (technicus). Zij werden eindwinnaar in hun categorie vrachtwagen en eindigden op de 11de plaats in het algemeen klassement.

## Palmares Charly Gotlib aanRally-Raidsals navigator
| Jaar                                                 | Rally / Route                                      | Startnummer                         | Team                            | Merk/Type                          | Positie Overall                        | Totale Rijtijd Start-Finish (Afstand Totaal/Special) |
| ---------------------------------------------------- | -------------------------------------------------- | ----------------------------------- | ------------------------------- | ---------------------------------- | -------------------------------------- | ---------------------------------------------------- |
| 2004                                                 | Le Dakar Clermont-Ferrand- Dakar                   | 257                                 | Telenet Koen Wauters Dakar Team | Toyota RAV 4 Proto                 | uitgevallen in etappe 8                | 00h00'00"(9506,5/4635,5)                             |
| 2006                                                 | Le Dakar Lissabon - Dakar                          | 524                                 | Team Exact-MAN                  | MAN TGA 4x4 Special                | 2e plaats                              | 73h43'25"(9043/4813)                                 |
| 2007                                                 | Le Dakar Lissabon - Dakar                          | 501                                 | Team Exact-MAN                  | MAN TGA 4x4 Special T4             | 1e plaats (10e samen met de auto's)    | 54h03'05"(7915/4309)                                 |
| 2008                                                 | Le Dakar Lissabon - Dakar                          | 600                                 | Team MAN with a mission 2       | MAN TGS 4X4 Special T4             | rally afgelast vanwege terreurdreiging | 00h00'00"(9273/5736)                                 |
| Transoriëntale Rally Sint-Petersburg- Astana- Peking | 400                                                | 1e plaats (6e samen met de auto's)  | 44h30'56" (10724/3708)          |                                    |                                        |                                                      |
| 2009                                                 | Le Dakar Buenos Aires - Valparaíso - Buenos Aires  | 500                                 | Team MAN with a mission 2       | MAN TGS 4X4 Special T4             | uitgevallen in etappe 6                | 00h00'00"(9574/5652)                                 |
| 2010                                                 | Le Dakar Buenos Aires - Antofagasta - Buenos Aires | 522                                 | Jumbo Rally Team                | Ginaf X2222 4x4                    | uitgevallen in etappe 7                | 00h00'00"(9030/4810)                                 |
| Tunesië Rally Tunis - Nekrif - Douz                  | 360                                                | Team Oleoban/MAN Portugal           | MAN TGS 4x4 T4                  | 1e plaats (8e samen met de auto's) | 20h17'17"(1848/1331)                   |                                                      |
| Rally van Marokko Zagora - Mhamid - Zagora           | 400                                                | 1e plaats (11e samen met de auto's) | 24h08'12"(2278/1580)            |                                    |                                        |                                                      |
| 2011                                                 | Le Dakar Buenos Aires - Arica - Buenos Aires       | 510                                 | Team XDakar                     | DAF FAV CF85 T4                    | 17e plaats                             | 120h01'31"(8697/4222)                                |
| Tunesië Rally Tozeur - Ksar - Tozeur                 | 401                                                | Team Oleoban/MAN Portugal           | MAN TGS 4x4 T4                  | 1e plaats (8e samen met de auto's) | 19h42'26"(1800/1550)                   |                                                      |
| Rally van Marokko Ouarzazate - Zagora - Ouarzazate   | 400                                                | 3e plaats (15e samen met de auto's) | 24h53'48"(2131/1524)            |                                    |                                        |                                                      |
| 2012                                                 | Le Dakar Mar del Plata - Copiapó - Lima            | 514                                 | Team XDakar                     | DAF FAV CF85 T4                    | 21e plaats                             | 66h52'46"(8333/4151)                                 |
| Rally van Marokko Erfoud - Zagora                    | 405                                                | Team XDakar                         | DAF FAV CF85 T4                 | 10e plaats                         | 56h51'02"(2074/1544)                   |                                                      |
| 2013                                                 | Le Dakar Lima - San Miguel de Tucuman - Santiago   | 531                                 | Team XDakar                     | DAF FAV CF85 T4                    | 15e plaats                             | 47h21'07"(8121/3541)                                 |